# コレクトコール
コレクトコール（英: collect call）は、通話料金を着信者に負担してもらうための、電話の付加サービスである。料金受信人払い通話のことである。
外出先などの公衆電話などから、特に遠距離にある会社や自宅などに通話する場合に利用されることが多い。必要の都度利用するサービスであり、常時通話料金を着信者が負担する電話サービスである着信課金電話番号（フリーダイヤル）とは異なる。

## 日本でのサービス

### 国内通話
106番にダイヤルするオペレータ経由のコレクトコールは1980年8月1日に、108番にダイヤルする自動コレクトコールは1996年11月1日に開始された。
公衆交換電話網（PSTN）をNGNへ更新するのに先立ち、2015年7月31日をもってサービスが終了した。
国内電話の場合は、次の2つの電話番号を使う方法がある。ただし、通話先がNTT東日本・NTT西日本以外の直収電話やIP電話の場合はかけることができない場合がある。

#### オペレータ経由のコレクトコール
106番にダイヤルし、交換手（オペレータ）を呼び出して、オペレータが電話口に出たら、目的の電話番号と自分の名前を告げる。すると、オペレータは目的の電話番号へ電話をかけて料金負担の可否を確認し、承諾が得られれば通話が可能になる。人間が介在するため着信者に課せられる料金は高め（100番通話、つまり交換手接続の料金に90円（消費税抜き）の接続料を加算する）に設定されている。また、通話料の時間帯による割引も長距離（60キロ超）の夜間割引のみ適用（「深夜・早朝」の区分もなく「夜間」と同等の割引）で、土曜・休日割引は設定されていない。

#### 自動コレクトコール
108番にダイヤルし、音声ガイダンスに従って、目的の電話番号をDTMF音（トーン信号）でダイヤルする。すると、交換機は目的の電話番号へ電話をかけて料金負担の可否を確認し、承諾が得られれば通話が可能になる。通常の通話料金（公衆電話からの発信の場合は公衆電話料金、時間帯や休日の割引あり）に加え、接続料として90円（消費税抜き）が着信者に課せられる。
- 利用方法

1. 108にダイヤルする。
2. 相手先の電話番号を市外局番からダイヤルし、最後に#を押す。
3. 自分の氏名を口頭で名乗る。
4. その後通話先の呼び出しが始まり、相手側が料金の支払いに同意すれば接続開始、同意できないもしくは約1分半呼び出しても電話に出ない場合はそのまま通話終了となる。

自動コレクトコールはいたずら電話に悪用される事態が多発したため、事前の申し出によってコレクトコールの着信を自動的に拒否することができる。

### 国際通話
現在では、KDDIの提供する「KDDIジャパンダイレクト」がある。海外から国別のアクセス番号にダイアルすると、日本のKDDIオペレーターに繋がる。相手の電話番号と名前、コレクトコールで接続することを伝える。かつては、相手の電話番号を指定する「番号通話」と通話相手を指定する「指名通話」（この場合、指定した通話相手が不在の場合、料金は発生しない）のサービス区分があったが、一本化された。
Skypeを使う場合には「+1-877-533-0051」をダイヤルする。アメリカのKDDIにToll Free（発信者通話料無料）で接続される。アメリカ経由となるがインターネットとSkype環境があれば世界中どこからでもコレクトコールがかけられる。
当初、KDDIはオペレーターを介したコレクトコールを2010年で廃止する計画であったが、国からの要請を受けて一転してサービスは継続されることになった。ただし、提供条件が改定され、通話料が一律料金になり、海外の電話会社払いとなる日本発信コレクトコールはサービス終了した。また、海外の電話会社（海外オペレータ）を介した日本宛の着信コレクトコールサービスについても、利用者の減少により2017年1月31日をもって取り扱いを終了している。以降、日本宛のコレクトコールはKDDIのサービスを利用することになる。